# Ala-armador
Ala-armador (português brasileiro) ou extremo-base (português europeu)  é uma das cinco posições no basquete, mais conhecido em português como posição 2 e em inglês como shooting guard, ou simplesmente SG. O objetivo principal de um ala-armador é marcar pontos para seu time e roubar a bola na defesa. 

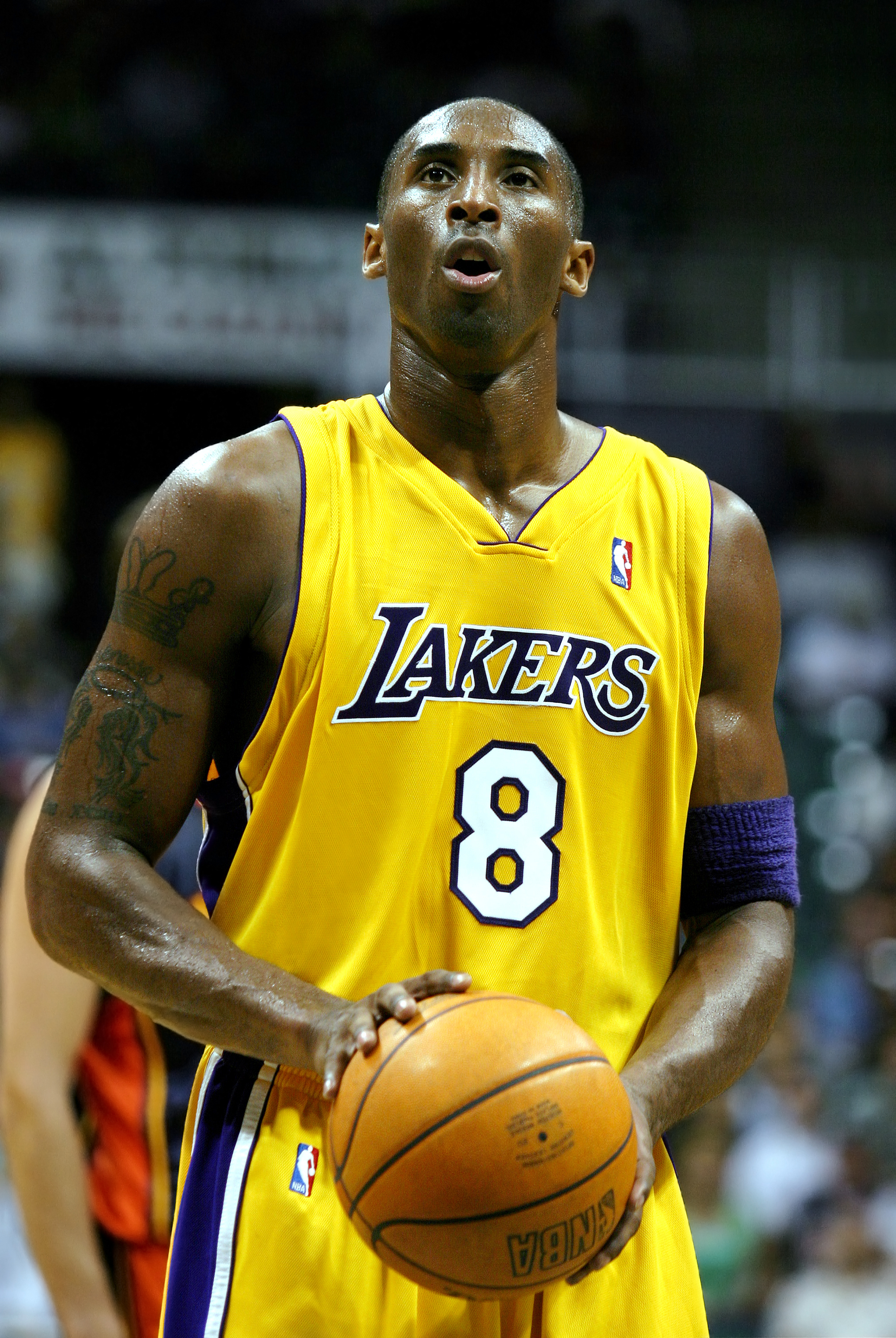
Kobe Bryant, considerado por muitos como um dos melhores jogadores da história nesta posição.

Alguns dos alas-armadores mais famosos da História do Basquete são: Michael Jordan, Kobe Bryant, Dwyane Wade, Allen Iverson, Clyde Drexler, Reggie Miller, Vince Carter, Ray Allen, David Thompson, Manu Ginóbili e Dražen Petrović.
Hoje, James Harden, Luka Dončić, Klay Thompson, DeMar DeRozan, Donovan Mitchell, Devin Booker, Bradley Beal, Jaylen Brown e Zach LaVine são os que mais se destacam na posição.   
No Brasil, Leandrinho é o de maior renome que jogou como ala-armador.

## Características
O ala-armador geralmente é o cestinha da equipe, ele também ajuda o armador quando ele está marcado, ajudando a armar as jogadas. Também rouba bolas e pode ser perigoso nas infiltrações.
Alguns Alas (basquete) e alguns Armadores (basquete) também atuam de 2 como : Magic Johnson, LeBron James, D'Angelo Russell e Donovan Mitchell.